# Phare de Struten

Le phare de Struten (en norvégien : Steilene fyr) est un phare actif situé dans l'Oslofjord extérieur, sur un îlot, dans la commune de Fredrikstad, comté d'Østfold.
Il est géré par l'administration côtière norvégienne (en norvégien : Kystverket).

## Historique
Le phare est situé sur un îlot au sud de l'île Hankø. Le phare a été créé en 1907 automatisé en 1985.
Le phare d'origine consistait en un bâtiment de gardien avec une petite salle de lanterne au-dessus de la maison et a été construit en 1907. Lorsque le phare a été automatisé en 1985, la lanterne a été placée sur un pilier au sud-ouest de la maison.
Les associations de marins de Fredrikstad et de Sarpsborg ont demandé l'installation d'un phare sur Struten en 1886, mais cala a été refusé. Au lieu de cela, en 1901, une bouée sonore a été installée juste au nord de Struten. En 1904, la barque "Sir John Lawrence" coule à Struten et l'équipage de 13 personnes périt. Une nouvelle demande a alors été soulevée pour un phare sur l'îlot et cette fois ils ont obtenu l'approbation.
Pendant la Seconde Guerre mondiale, les Allemands ont construit trois emplacements de canons autour du phare, mais ceux-ci n'ont jamais été utilisés.
Aujourd'hui, le phare fait partie du sentier côtier du fjord d'Oslo, avec des possibilités d'hébergement.

## Caractéristiques dufeu maritime
Identifiant : ARLHS : NOR-232 ; NF-013900 - Amirauté : B2284 - NGA : 0260.

### Lien connexe
- Liste des phares de Norvège